# Unité urbaine de Louviers
L'unité urbaine de Louviers est une unité urbaine française centrée sur les villes de Louviers et Val-de-Reuil, dans le département de l'Eure, en région Normandie.

## Données globales
En 2010, selon l'INSEE, l'unité urbaine de Louviers était composée de 11 communes, toutes situées dans le département de l'Eure, plus précisément dans les arrondissements des Andelys et d'Évreux.
Dans le nouveau zonage de 2020, elle est composée de 7 communes.
En 2022, avec 39 194 habitants , elle constitue la 2e unité urbaine de l'Eure, après celle d'Évreux, la préfecture du département, et avant celle de Vernon qui occupe le 3e rang départemental.
Dans la région de Normandie où elle se situe, elle occupe le 6e rang régional après l'agglomération d'Évreux (5e rang régional) et avant celle d'Alençon (7e rang régional).
En 2022, sa densité de population s'élève à 396 hab/km2, ce qui en fait une unité urbaine peu densément peuplée dans la région de Normandie.
C'est dans son unité urbaine que se trouve la ville nouvelle de Val-de-Reuil qui a été créée au début des années 1970 parmi neuf autres villes nouvelles en France.
Les 7 communes qui composent son unité urbaine font partie de la communauté d'agglomération Seine-Eure qui rassemble 60 communes et 102 892 habitants en 2022.

## Composition 2020 de l'unité urbaine
Elle est composée des sept communes suivantes :
| Nom              | Code Insee | Département | Statut       | Superficie (km2) | Population (dernière pop. légale) | Densité (hab./km2) | Modifier                                    |
| ---------------- | ---------- | ----------- | ------------ | ---------------- | --------------------------------- | ------------------ | ------------------------------------------- |
| Louviers         | 27375      | Eure        | ville-centre | 27,06            | 18 347 (2022)                     | 678                | modifier les données · modifier les données |
| Val-de-Reuil     | 27701      | Eure        | ville-centre | 25,94            | 12 939 (2022)                     | 499                | modifier les données · modifier les données |
| La Haye-le-Comte | 27321      | Eure        | banlieue     | 3,32             | 145 (2022)                        | 44                 | modifier les données · modifier les données |
| Incarville       | 27351      | Eure        | banlieue     | 7,09             | 1 352 (2022)                      | 191                | modifier les données · modifier les données |
| Léry             | 27365      | Eure        | banlieue     | 8,56             | 1 984 (2022)                      | 232                | modifier les données · modifier les données |
| Pinterville      | 27456      | Eure        | banlieue     | 5,93             | 805 (2022)                        | 136                | modifier les données · modifier les données |
| Le Vaudreuil     | 27528      | Eure        | banlieue     | 5,49             | 3 622 (2022)                      | 660                | modifier les données · modifier les données |

## Évolution démographique
| 1968   | 1975   | 1982   | 1990   | 1999   | 2010   | 2015   | 2022   |
| ------ | ------ | ------ | ------ | ------ | ------ | ------ | ------ |
| 19 267 | 23 069 | 29 599 | 37 273 | 39 401 | 39 107 | 39 720 | 39 194 |

#### Données générales
- Aire d'attraction d'une ville
- Espace urbain
- Pôle urbain
- Unité urbaine
- Liste des unités urbaines de France

#### Données en rapport avec l'unité urbaine de Louviers
- Aire d'attraction de Louviers
- Communauté d'agglomération Seine-Eure

#### Données en rapport avec l'Eure
- Démographie de l'Eure